# Muzeum lidových kapel
Muzeum lidových kapel v Lesonicích je umístěno v bývalé hasičárně v zámku Lesonice, asi 10 km severozápadně od Moravských Budějovic Zřizovatalem muzea je obec Lesonice. Muzeum bylo otevřeno 16. srpna 2014 dle námětu předsedkyně sdružení Veselá Nota Gabriely Kosmákové, vnučky vedoucího lidové kapely z Lesonic Leopolda Kosmáka. Leopold Kosmák s kapelou působil v okolních obcích od 20. do 50. let 20. století.

## Expozice

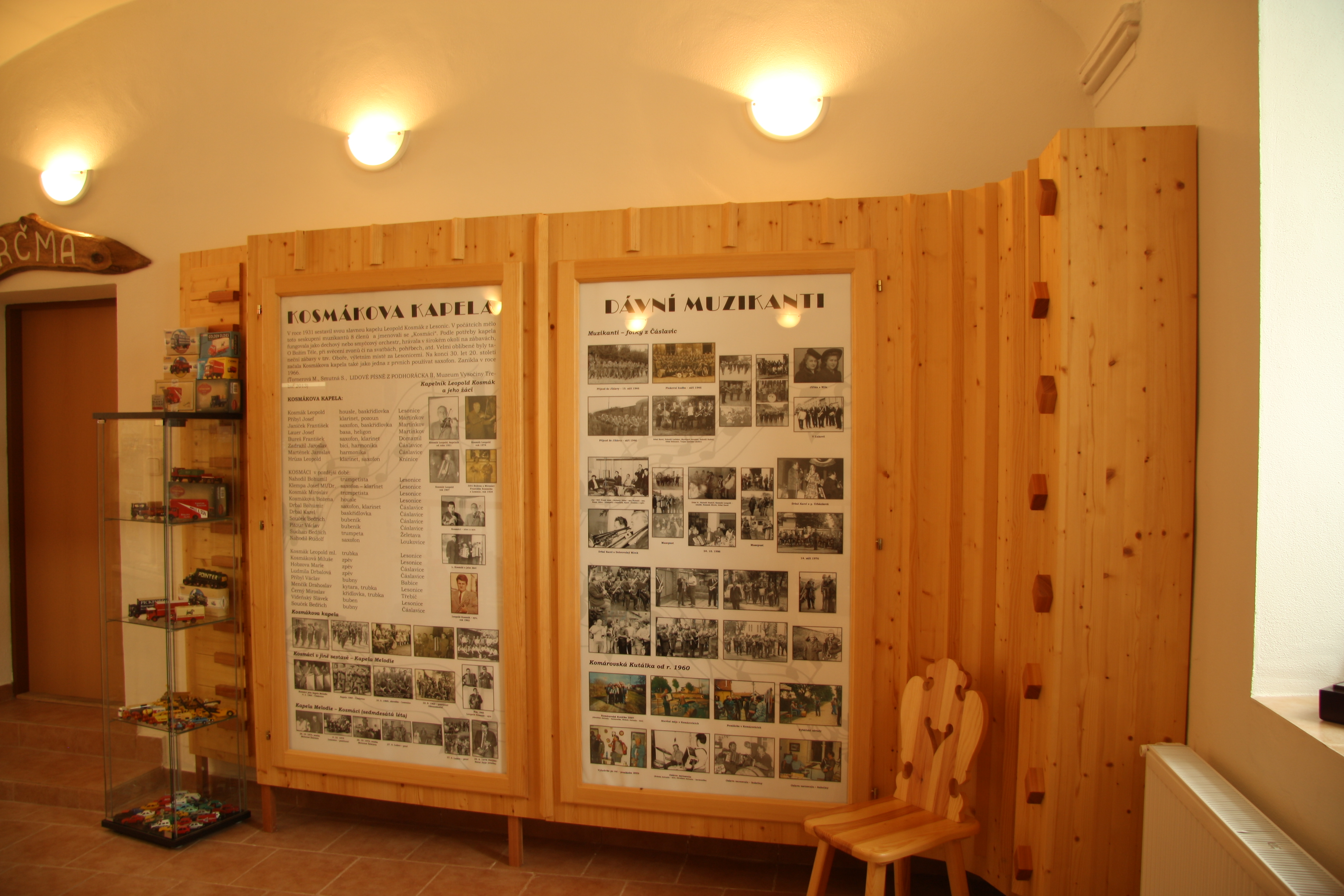
Interiér Muzea lidových kapel

Ve sbírkách muzea měla být umístěna replika přenosného podia, na kterém koncertovala právě skupina Leopolda Kosmáka. Následně byly sbírány hudební nástroje, notové zápisy, fotografie a další dokumenty. Ve sbírce v srpnu 2014 při otevření muzea bylo celkem 33 hudebních nástrojů primárně od potomků členů kapely Leopolda Kosmáka. Součástí sbírky je například trumpeta z roku 1936 či notové záznamy z roku 1890. V muzeu jsou prezentovány informace na panelech, součástí muzea jsou i informace o zámku v Lesonicích a také o obci a její historii.